# Borek Goszczanowski
Borek Goszczanowski – część wsi Wroniawy w Polsce położona w województwie łódzkim, w powiecie sieradzkim, w gminie Goszczanów.
W latach 1975–1998 Borek Goszczanowski administracyjnie należał do województwa sieradzkiego.